# Lew Grade
Lew Grade (eigenlijk Louis Winogradsky; Tokmak (Oekraïne), 25 december 1906 – Londen (Verenigd Koninkrijk), 13 december 1998) was een invloedrijke Engelse impresario en televisie- en filmproducent.
Zijn Joods ouderlijk gezin vluchtte in 1912 voor de pogroms in Oekraïne naar Oost-Londen.
Midden jaren zeventig kwam hij in contact met de Amerikaanse poppenspeler Jim Henson, die naarstig op zoek was naar een financier voor zijn nieuwe variétéprogramma The Muppet Show. De twee werden het eens en het programma werd wereldwijd een succes. Als dank baseerde Henson het personage Lew Lord uit The Muppet Movie op Grade.
Lew Grade stierf op 91-jarige leeftijd aan hartfalen.

## Trivia
Er wordt weleens gesuggereerd dat ook de Muppet-pop Dr. Bunsen Honeydew op Grade is gebaseerd. Dit is echter onwaar.